# Gonatogyne brasiliensis
Gonatogyne brasiliensis är en emblikaväxtart som först beskrevs av Henri Ernest Baillon, och fick sitt nu gällande namn av Johannes Müller Argoviensis. Gonatogyne brasiliensis ingår i släktet Gonatogyne och familjen emblikaväxter. Inga underarter finns listade i Catalogue of Life.